# کریمویر
کریمویر (به انگلیسی: Kirriemuir) یک شهرک در اسکاتلند است که در آنگوس واقع شده است. کریمویر ۶٬۰۶۱ نفر جمعیت دارد.